# La Cabrera
La Cabrera település Spanyolországban, Madrid tartományban. La Cabrera Torrelaguna, Redueña, Cabanillas de la Sierra, Valdemanco, Lozoyuela-Navas-Sieteiglesias és El Berrueco községekkel határos. Lakosainak száma 2922 fő (2024).

## Népesség
A település népessége az utóbbi években az alábbiak szerint változott:
| Lakosok száma | 1827 | 2139 | 2314 | 2493 | 2565 | 2590 | 2570 | 2667 | 2805 | 2922 |
|               | 2001 | 2004 | 2007 | 2009 | 2012 | 2014 | 2017 | 2019 | 2022 | 2024 |